# Доркадион Мокржецкого
Доркадион Мокржецкого (лат. Dorcadion ciscaucasicum mokrzeckii) — подвид жуков-усачей из подсемейства ламиин, рода корнеедов. Эндемик Крыма. Включен во второе издание Красной книги РФ, присвоена категории: 3 (сокращающийся в численности и/или распространении подвид), И – исчезающий и приоритет природоохранных мер II.

## Описание
Жук длиной от 11,3 до 14,5 мм. Переднеспинка с преподнятыми щетинками по сторонам срединной линии. Наружная спинная полоса уже плечевой полосы. Переднегрудь — широкая, поперечная. Спинная полоса, обычно шире, полосы идущей вдоль шва, разделяющих надкрылья.

## Распространение
Известно две популяции этого подвидана Керченском полуострове в городе Керчи и его окрестностях и у горы Опук в 40 км от Керчи.